# Rauhe Burg östlich Ebermergen
Das Naturdenkmal Rauhe Burg östlich Ebermergen, auch als Rauhe Birk bezeichnet, befindet sich auf der Flur des Harburger Ortsteils Ebermergen im Landkreis Donau-Ries, Regierungsbezirk Schwaben in Bayern. Die Inschutzstellung erfolgte mit Verordnung vom Juni 1980. Die Felswand ist vom Bayerischen Landesamt für Umwelt außerdem als wertvolles Geotop ausgewiesen.

## Lage und Geologie
Die Rauhe Burg befindet sich naturräumlich auf der Hochfläche der Südlichen Frankenalb und ist damit Teil der Fränkischen Alb, die dem Südwestdeutschen Stufenland zugeordnet wird.
Die morphologisch prägnante Malmscholle der Rauhen Burg wurde im Rahmen des Meteoriten-Impakts im Nördlinger Ries, dem sogenannten Ries-Ereignis, aus der eigentlichen Einschlagzone geschleudert und kam etwa 5 km südöstlich des Kraterrandes zum Liegen. Das allochtone Gestein der Scholle soll bis auf die Tiefe der Wörnitz hinabreichen.
Die Rauhe Burg besteht aus steilgestellten Malm-Kalken des Malm Delta. Durch das Impakt-Ereignis ist die Scholle stark brecciiert, es zeigen sich Vergriesungserscheinungen. An zahlreichen Stellen finden sich noch fossile Reste von Schwämmen, Brachiopoden und Echinodermen.
Die Malm-Scholle wurde zeitweise als Steinbruch genutzt, wodurch große Teile der geologisch prägnanten Formation langfristig freipräpariert wurden.

## Flora und Fauna
Auf der Rauhen Burg findet sich ein kleinteiliges Mosaik aus teils gesetzlich geschützten Biotopen. Auf der steilen Abbruchkante sowie den offen liegenden Felskegeln hat sich eine besonders trocken- und hitzetolerante Flora ausgebildet. Hier finden sich unter anderem Scharfer Mauerpfeffer und Hügel-Meier. Auf den flachgründigen Abschnitten an den Hängen der Scholle entstand ein artenreicher Kalktrockenrasen. Auf diesem finden sich spezialisierte Arten wie Kicher-Tragant, Kelch-Steinkraut und Sprossende Felsennelke.
Aufgrund des trocken-warmen Mikroklimas der Rauhen Burg findet dort eine große Anzahl wärmeliebender Insekten ein geeignetes Habitat. So wird die Felskuppe von der Blauflügeligen Ödlandschrecke und dem Mauerfuchs besiedelt, während der Kalkmagerrasen einen geeigneten Lebensraum für zahlreiche Wildbienenarten und die Westliche Beißschrecke bietet.
Heute wird die Rauhe Burg durch gezielte extensive Beweidung mit Ziegen und Schafen offen gehalten. Weitere Pflegemaßnahmen wie Gehölzrückschnitte bei übermäßiger Verbuschung werden durch die untere Naturschutzbehörde des Landkreises Donau-Ries organisiert und durchgeführt.

## Geschichte und Sage "Rauhe Burg"

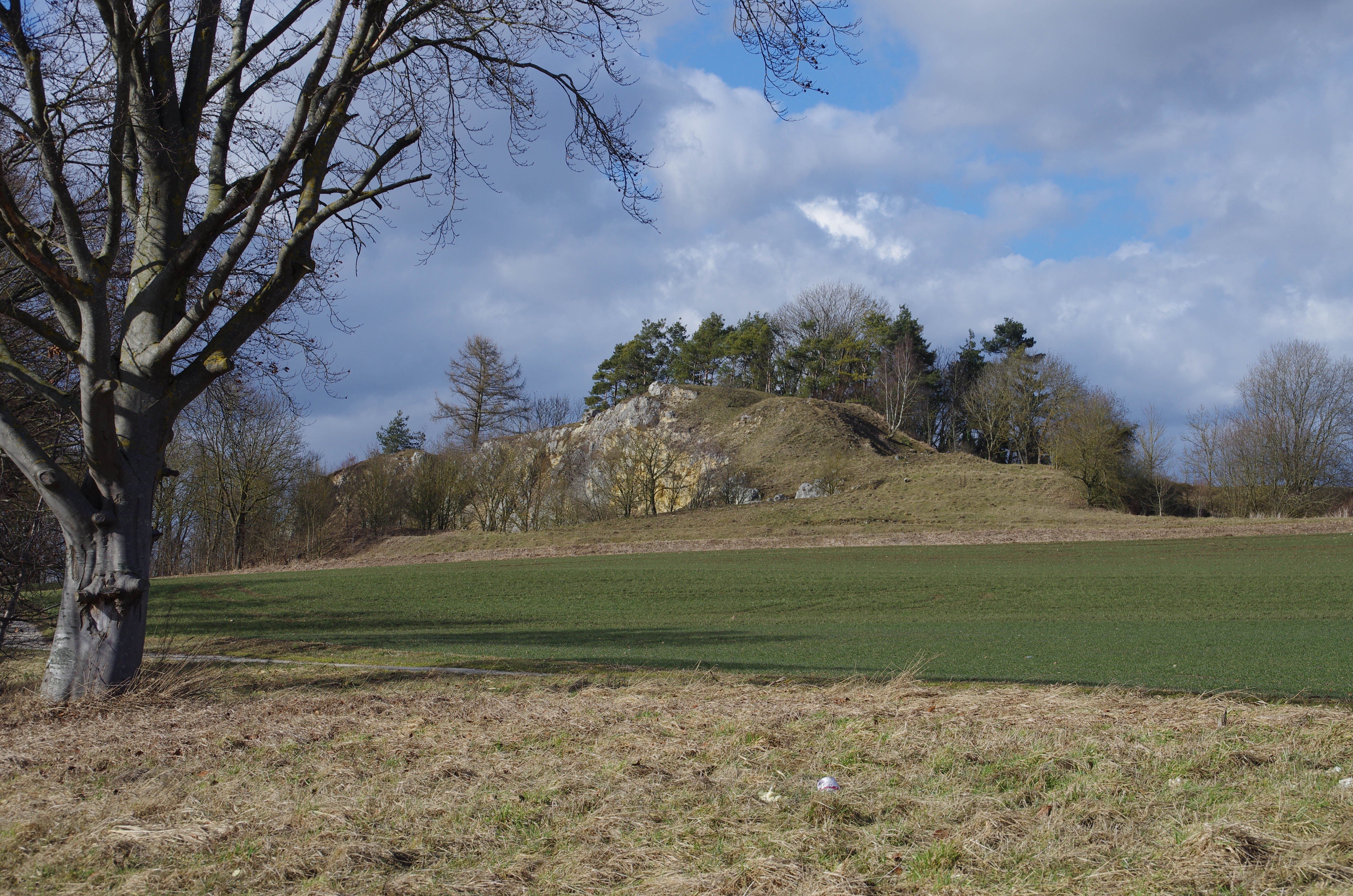
Blick auf die Burg vom Parkplatz südlich an der B25

Eine eingemauerte Tafel an der Spitze der Rauhen Burg weist auf die geschichtliche Herkunft einer Burg hin. Sie bezieht sich auf eine Urkunde des Jahres 1366, die in den Regesta Boica in kurzer Zusammenfassung wiedergegeben ist. Dort heißt es: „Graf Ludwig von Oetingen der Elter verkauft mit Einwilligung Ludwigs Grafen von Oetingen des Jüngern sein Lehen Gumpenloch genannt in Erwarmaringer Pfarr auf dem Land der alten Burg an dem Elerbach gelegen.“ Hieraus lässt sich schließen, dass die Burg bereits im Jahr 1366 nichts mehr als eine Ruine war.
Nur wenige Mauerreste, die erst 1810 freigelegt und 1930 befestigt wurden, erinnern noch an die ungefähre Lage am strategisch günstigen Wörnitzdurchbruch durch den Riesrand. Seit der Römerzeit verliefen hier Handelswege von der Donau in das Ries und weiter nach Westen.
Mit der Rauhen Burg ist eine Sage verbunden, nach der vor Jahren bei der Sprengung im Steinbruch an der Birk ein in Trümmer gerissener Steinsarg mit dem Skelett eines Mannes, vermutlich eines Ritters, gefunden wurde.
Hiermit verbindet sich folgende Geschichte: Das auf dem Fels befindliche Schloss soll eines Tages versunken gewesen sein. Drei Tage danach war das Krähen eines Gockels zu hören. Ein Bauer, der aus dem Fenster sah, bemerkte einen feurigen Mann, der aus der Richtung der Rauhen Birk kam. Als der Bauer beim Anblick dieser Erscheinung mit einem Schimpfwort reagierte, stand der Ritter plötzlich vor ihm. Der Bauer konnte gerade noch rechtzeitig das Fenster zuschlagen, bevor ihm der Geist Feuer entgegen sprühte.